# Майский (Добрушский район)
Майский (бел. Майскі) — посёлок в Рассветовском сельсовете Добрушского района Гомельской области Республики Беларусь.

## География

### Расположение
В 10 км на юго-восток от Добруша и железнодорожной станции в этом городе, в 38 км от Гомеля.

### Гидрография
На севере мелиоративный канал, связанный с рекой Хоропуть (приток реки Ипуть).

## Транспортная система
Рядом автодорога Кузьминичи — Добруш. В посёлке 11 жилых домов (2004 год). Планировка состоит из короткой улицы с широтной ориентацией. Застройка деревянными домами.

## История
Посёлок основан в начале XX века переселенцами с соседних деревень. В 1929 году жители посёлка вступили в колхоз.
Во время Великой Отечественной войны в сентябре 1943 года оккупанты полностью сожгли посёлок.
В 1959 году в составе агрокомбината «Новый путь» с центром в деревне Иговка. Размещался детский сад.

## Население

### Численность
- 2004 год — 11 дворов, 27 жителей

### Динамика
- 1926 год — 9 дворов, 42 жителя
- 1940 год — 31 двор, 115 жителей
- 1959 год — 61 житель (согласно переписи)
- 2004 год — 11 дворов, 27 жителей

## Известные уроженцы
- Калинин Леонид Дмитриевич — полный кавалер ордена Трудовой Славы